# Josiah Royce

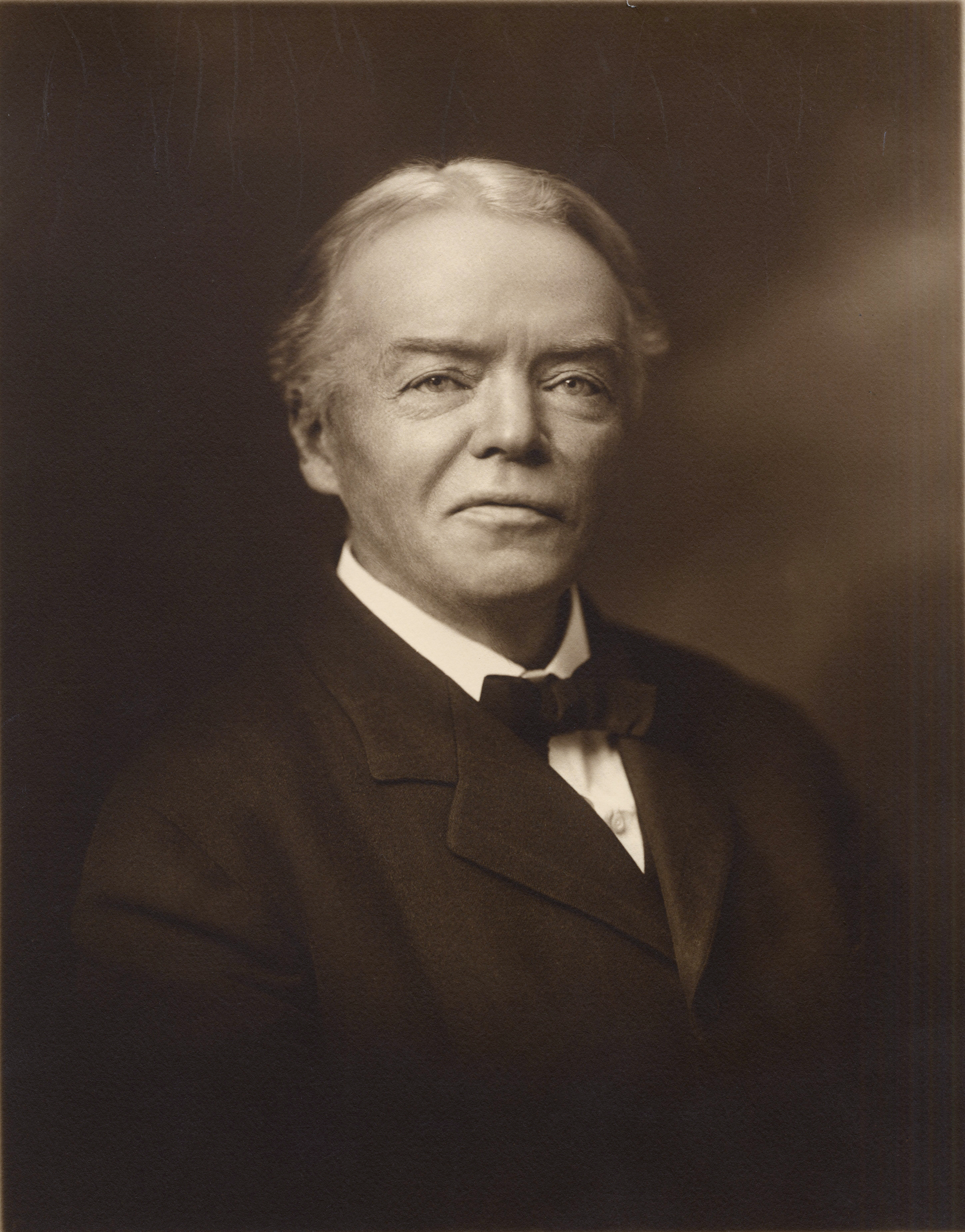
Josiah Royce um 1910

Josiah Royce (* 20. November 1855 in Grass Valley, Kalifornien; † 14. September 1916 in Cambridge, Massachusetts) war ein amerikanischer Philosoph.

## Leben
Royce wuchs im amerikanischen Westen auf und erhielt sein Bachelor of Arts Degree 1875 von der University of California. Daraufhin studierte er ein Jahr in Heidelberg, Leipzig und Göttingen. Sein Doktorat erhielt Royce 1878 von der Johns Hopkins University, Baltimore (Dissertation: „On the Interdependence of the Principles of Knowledge“.)
1882 wurde er Mitglied der Harvard Faculty, 1891 wurde er in die American Academy of Arts and Sciences gewählt, 1892 bestellte ihn die Harvard University zum „Professor of the History of Philosophy“. 1898 wurde er in das National Institute of Arts and Letters gewählt. 1906 wurde er Mitglied der National Academy of Sciences. Seit 1916 war er korrespondierendes Mitglied der British Academy.
Royce war Freund und (streitbarer) Kollege von William James und – in der Spätphase seines Lebens – ein wichtiger Diskussionspartner von Charles Sanders Peirce (siehe John Clendenning, The Life and Thought of Josiah Royce, S. XV-XVII). Zu seinen bekanntesten Studenten gehörten Henry Maurice Sheffer, George H. Mead, Clarence Irving Lewis, ein Pionier der Modallogik, und Edward Vermilye Huntington, der als Erster die Axiome der Boole’schen Algebra formulierte.

## Philosophische Ansichten
Royces vielschichtiges Werk entstand in dauernder – affirmativer und kritischer – Auseinandersetzung mit dem Pragmatismus von William James und dem Pragmatizismus von Charles Sanders Peirce. Seinen – im postanalytischen und neo-pragmatistischen Diskurs zunehmend diskutierten – Denkansatz  beschrieb Royce selbst als „a post-Kantian, empirically modified, Idealism, somewhat influenced by Hegelian, but also not uninfluenced by Schopenhauerian motives, with a dash of Fichte added.“ (John Clendenning, The Life and Thought of Josiah Royce, S. 212). Royces Denken hat in all seinen Phasen neben der epistemologischen eine religionsphilosophische Dimension und kreist in Royces Spätwerk um den Leitbegriff der „community“, der komplex ausgefächert wird, d. h. von der „Forschergemeinschaft“ experimentierender Naturwissenschaftler bis hin zur „religiösen Gemeinde“ („Beloved community“) reicht.

## Werke, Auswahl
- The Religious Aspect of Philosophy (1885)
- The Spirit of Modern Philosophy (1892)
- The Conception of God (1897)
- The Conception of Immortality (1900)
- The World and the Individual (First Series, 1899; Second Series, 1901)
- The Philosophy of Loyalty (1908)
- „The Problem of Truth in the Light of Recent Discussion“, Bericht über den III Internationalen Kongress für Philosophie, Heidelberg: Winter, 1908.
- William James and Other Essays on the Philosophy of Life (1912)
- The Sources of Religious Insight (1912)
- The Problem of Christianity (1913) (Reprint 2001, The Catholic University of America Press, Washington, D.C.,  with the Introduction by John E. Smith and with a new Foreword and a revised and expanded Index by Frank M. Oppenheim)
- The Hope of the Great Community (1916)
- Lectures of Modern Idealism (Ed. Jacob Loewenberg) (1919)
- Fugitive Essays (Ed. Jacob Loewenberg) (1920)
- Zweibändige Werkausgabe: The Basic Writings of Josiah Royce. edited with an Introduction by John J. McDermott. Including an Annotated Bibliography of the Publications of Josiah Royce, Prepared by Ignas S. Skrupskelis, The University of Chicago Press, Chikago and London, 1996.

Neuere Literatur zu Royce
- John Clendenning: The Life and Thought of Josiah Royce. Vanderbilt University Press, Nashville/London 1999, ISBN 0-8265-1322-0.
- Carl Friedrich Gethmann: Royce, in: Jürgen Mittelstraß (Hrsg.): Enzyklopädie Philosophie und Wissenschaftstheorie. 2. Auflage. Band 7. Stuttgart, Metzler 2018, ISBN 978-3-476-02106-9, S. 184 f. (mit ausführlichem Werk- und Literaturverzeichnis)
- Frank M. Oppenheim: Reverence for the Relations of Life. Re-imagining Pragmatism via Josiah Royce’s Interactions with Peirce, James, and Dewey. University of Notre Dame Press, Notre Dame, Indiana 2005, ISBN 0-268-04019-2.
- Jacquelyn Ann K. Kegely: Josiah Royce in Focus. Indiana University Press, 2008, ISBN 978-0-253-21959-6.
- Kelly A. Parker, Krzysztof Piotr Sklowronski (Hrsg.): Josiah Royce for the Twenty-First Century. Lexington Books, The Rowman & Littlefield Publishing Group, Lanham / Boulder / New York / Toronto / Plymouth UK 2012, ISBN 978-0-7391-7336-7. (enthält Beiträge von Randall E. Auxier, Jacquelyn Ann K. Kegley, Ignas S. Skrupskelis, Ludwig Nagl und anderen). (Aus der Einleitung der Herausgeber, S. 3: „Royce appears poised to emerge as an influential voice in what is admittedly only a nascent post-pragmatist, post-analytic, and post-Continental style of thought.“)
- Albert Raffelt: Royce, Josiah. In: Biographisch-Bibliographisches Kirchenlexikon (BBKL). Band 8, Bautz, Herzberg 1994, ISBN 3-88309-053-0, Sp. 868–880 (Artikel/Artikelanfang im Internet-Archive).

Neuere Aufsätze zu Royce:
- James Conant: The James/Royce dispute and the development of James’s ‚solution‘. In: Ruth Anna Putnam (Hrsg.): The Cambridge Companion to William James. Cambridge University Press, 1997, ISBN 0-521-45906-0, S. 186–213.
- Ludwig Nagl: Hegel, ein ‚Proto-Pragmatist‘? Rortys halbierter Hegel und die Aktualität von Royce’s ‚absolute pragmatism‘. In: Rüdiger Bubner, Gunnar Hindrichs (Hrsg.): Von der Logik zur Sprache. Stuttgarter Hegel-Kongress 2005. Klett-Cotta, Stuttgart 2007, S. 390–411.
- Ludwig Nagl: ‚Community‘: Erwägungen zum ‚absolute pragmatism‘ in der Spätphilosophie von Josiah Royce. In: Ludwig Nagl: Das verhüllte Absolute. Essays zur zeitgenössischen Religionsphilosophie. Peter Lang Verlag, Frankfurt a. M. 2012, ISBN 978-3-631-56915-3, S. 221–258.
- Ludwig Nagl: Pragmatistische Religionsphilosophie: Der Jamessche Ansatz beim Individuum und das am ‚community‘-Begriff orientierte Religionskonzept von Royce. In: Ludwig Nagl: Das verhüllte Absolute. Essays zur zeitgenössischen Religionsphilosophie. 2012, S. 259–294.
- Ludwig Nagl: ‚Loyalität‘: Josiah Royce’s pragmatizistisches Konzept von Ethik und Religion (nach Kant, nach Hegel, nach. dem Pragmatismus). In: Ludwig Nagl: Das verhüllte Absolute. Essays zur zeitgenössischen Religionsphilosophie. 2012, S. 295–325.